# Acapella (singel)
"Acapella" – piosenka electro-house'owa stworzona na piąty album studyjny amerykańskiej piosenkarki Kelis pt. Flesh Tone (2010). Wyprodukowany przez Davida Guettę, utwór wydany został jako pierwszy singel promujący krążek dnia 23 lutego 2010 roku.

## Informacje o utworze
Piosenkę "Acapella" nagrano w Casa de Kelis, osobistym studio wykonawczyni w jej rezydencji w Los Angeles. Następnie utwór zmiksowano w paryskich Gum Prod Studios; za mixing odpowiadał David Guetta.
Kelis wyznała, że tekst piosenki napisała "z miłością i życiem w zamyśle". Zadedykowała ją swojemu nowonarodzonemu synowi Knightowi. Współautorami kompozycji są także David Guetta, Frédéric Riesterer, Jean Baptiste i Makeba Riddick. Jak wyznała Riddick, początkowo utwór miał nosić tytuł "Majestic".

## Wydanie singla
Choć na ogólnoświatowych rynkach muzycznych singel zadebiutował kwietniem 2010 roku, w Stanach Zjednoczonych wydawnictwo opublikowano 23 lutego 2010. Wcześniej, w listopadzie ubiegłego roku, nieoficjalna premiera utworu odbyła się za pośrednictwem konta Kelis na portalu Twitter.
"Acapella" jest drugim po utworze "Milkshake" (2003) solowym singlem Kelis, który osiągnął szczyt notowania Billboardu Hot Dance Club Play. Pomimo sukcesu odniesionego na liście zestawiającej najpopularniejsze w Stanach Zjednoczonych utwory dance/club, singel nie został uwzględniony na żadnej innej liście przebojów opracowywanej przez Billboard.
Na terenie Wysp Brytyjskich piosenka odniosła większy sukces. Zadebiutowała na miejscu #5 notowania UK Singles Chart, która to pozycja okazała się wkrótce być szczytną dla singla. Był to dziewiąty z kolei przypadek, w którym singel wokalistki uplasował się w Top 10 notowania. Na liście Irish Singles Chart singel dotarł do Top 20, zdobywając miejsce #17. Utwór "Acapella" zestawiony został także na innych europejskich listach przebojów, między innymi w oficjalnych notowaniach Chorwacji (szczytowa pozycja #1), Belgii (#9 w regionie Flandrii) czy Niemczech (pozycja #21, przypisująca piosence miano najbardziej sukcesywnego singla Kelis w tym kraju od czasu "Trick Me" z 2004).

## Recenzje
Utwór uzyskał zasadniczo pozytywne recenzje krytyków muzycznych. Pod jego szczególnym wrażeniem był Nick Levine, recenzent brytyjskiego magazynu Digital Spy, który w swym omówieniu singla napisał: "Will.i.am był ostatnio pracowitym chłopcem. Jaka jest najlepsza rzecz, jaką dla nas zrealizował − nowy singel Ushera 'OMG'? Nie. 'Meet Me Halfway'? Być może... Nawiązanie współpracy z Kelis? Bingo! Piszemy tak (w imieniu redakcji Digital Spy − przyp.), ponieważ 'Acapella' jest prawdopodobnie najbardziej wysublimowanym kawałkiem z gatunku club/pop, jaki powstał w tym roku. (...)"

## Teledysk
Teledysk do utworu "Acapella" kręcony był w pierwszym tygodniu marca 2010, został zaś wydany za pośrednictwem oficjalnego konta Kelis w serwisie Vevo.com dnia 29 marca 2010. Reżyserią klipu zajęli się: brytyjski fotograf John "Rankin" Waddell, realizator teledysków Chris Cottam oraz współpracownica Nicole Ehrlich. Klip prezentuje różne ekscentryczne wcielenia piosenkarki.

## Listy utworów i formaty singla
| - Ogólnoświatowy digital download 1. "Acapella" − 4:08 - Brytyjski singel CD 1. "Acapella" (Radio Edit) − 3:19 2. "Acapella" (Doman and Gooding Remix) − 6:01 - Brytyjskie promo CD złożone z remiksów 1. "Acapella" (Benny Benassi Remix Instrumental) − 6:19 2. "Acapella" (Raw Man Remix) − 3:58 3. "Acapella" (Bimbo Jones Vocal Remix) − 8:04 4. "Acapella" (Monarchy Urania Club Mix) − 7:06 5. "Acapella" (Dave Audé Club Mix) − 8:06 - Francuski digital download 1. "Acapella" (Album Version) − 4:08 2. "Acapella" (Instrumental) − 4:08 3. "Acapella" (A Capella) − 3:42 - Niemiecki singel CD 1. "Acapella" − 4:08 2. "Acapella" (Dave Audé Radio Remix) | - Niemiecki EP 1. "Acapella" (album version) − 4:08 2. "Acapella" (David Guetta Extended Mix) − 5:41 3. "Acapella" (Bimbo Jones Radio Remix) − 4:13 4. "Acapella" (Monarchy Urania Radio Edit) − 4:12 - Australijskie promo CD złożone z remiksów 1. "Acapella" (Benny Benassi Remix) − 6:19 2. "Acapella" (Raw Man Remix) − 3:58 3. "Acapella" (Bimbo Jones Vocal Remix) − 8:04 4. "Acapella" (Monarchy Urania Club Mix) − 7:06 5. "Acapella" (Dave Audé Club Dub Remix) − 7:23 - Amerykańskie promo CD złożone z remiksów 1. "Acapella" (Benny Benassi Remix) − 6:20 2. "Acapella" (David Guetta Extended Mix) − 5:41 3. "Acapella" (Dave Audé Extended Mix) − 8:08 4. "Acapella" (Bimbo Jones Remix) − 8:05 5. "Acapella" (Raw Man Remix) − 3:59 6. "Acapella" (Doman and Gooding Remix) − 6:01 |

## Pozycje na listach przebojów
| Kraj/region               | Notowanie (2010)     | Wydawca                         | Najwyższa pozycja |
| ------------------------- | -------------------- | ------------------------------- | ----------------- |
| Austria                   | Top 75 Singles       | Ö3 Austria Top 40               | 36                |
| Belgia ( Flandria)        | Ultratop 50          | Ultratop                        | 9                 |
| Belgia ( Region Waloński) | Ultratop 40          | Ultratop                        | 29                |
| Bułgaria                  | Top 40 Singles       | IFPI                            | 14                |
| Chorwacja                 | Top 100 Singles      | YE                              | 1                 |
| Czechy                    | Top 100 Airplay      | IFPI                            | 36                |
| Holandia                  | Dutch Top 40         | MegaCharts                      | 9                 |
| Irlandia                  | Top 50 Singles       | IRMA                            | 17                |
| Japonia                   | Japan Hot 100        | Billboard/Hanshin Contents Link | 52                |
| Liban                     | Top 20 Singles       | Mix FM                          | 1                 |
| Niemcy                    | Top 100 Singles      | Media Control Charts            | 21                |
| Rumunia                   | Top 100 Singles      | Music & Media                   | 77                |
| Słowacja                  | Top 100 Singles      | IFPI                            | 3                 |
| Stany Zjednoczone         | Hot Dance Club Songs | Billboard                       | 1                 |
| Szwajcaria                | Top 100 Singles      | Schweizer Hitparade             | 61                |
| Wielka Brytania           | UK Dance Chart       | OCC                             | 1                 |
| Wielka Brytania           | UK Singles Chart     | OCC                             | 5                 |

## Historia wydania
| Region            | Data             | Format           | Wytwórnia       |
| ----------------- | ---------------- | ---------------- | --------------- |
| Stany Zjednoczone | 23 lutego 2010   | digital download | will.i.am music |
| Francja           | 5 kwietnia 2010  | digital download | Polydor Records |
| Wielka Brytania   | 11 kwietnia 2010 | digital download | Polydor Records |
| Niemcy            | 7 maja 2010      | singel CD        | Universal Music |
| Wielka Brytania   | 10 maja 2010     | singel CD        | Polydor Records |